# Karl Gotch
Karl Gotch, född 1924, död 28 juli 2007, var ursprungligen en tysk-ungersk brottare som började med wrestling. Det verkliga namnet är egentligen Karl Istaz, men offentligt använde han namnet Gotch för att hedra wrestling-pionjären Frank Gotch. Som brottare tävlade han för Belgien i Olympiska sommarspelen 1948.

## Tidig karriär
Förutom OS-insatserna har Gotch även vunnit de belgiska mästerskapen i fristil och grekisk-romersk brottning sju gånger vardera. Gotch tränade tidigt den indiska brottningsstilen Pehlwani, vilket senare kom att avspeglas i sättet som han höll sig i form fysiskt. Det kunde exempelvis involvera övningar såsom att gå upp i brygga eller att utföra Hindu Squats och Hindu Press Up. Detta spred sig även till hans trainees och används fortfarande idag av många fribrottare som fäster stor vikt vid sin uthållighet.
I wrestling skolades Gotch av Billy Rileys träningsdojo "The Snake Pit". Initialt använde han sig av namnet Karl Krauser i Europa, men tog namnet Gotch år 1961 inför hans start i AWA. Gotch hade det inledningsvis ganska svårt att etablera sig i USA, delvis eftersom han ogillades p.g.a. sin något elitistiska syn på andra fribrottare. Gotch sägs ha haft väldigt lite respekt för de som inte ligga på samma nivå som han själv när det gäller "hooking" (shoot-fighting tekniker som användes av fribrottare förr). I AWA höll han emellertid en lokal Ohio-titel, som han två år efter vinsten förlorade till Lou Thesz. Thesz var en av få brottare som han verkligen hade stor respekt för, eftersom de i grund och botten baserade sin brottning på samma värderingar.
Karl Gotch ingick så småningom en konflikt med den dåvarande NWA-tungviktsmästaren Buddy Rogers. Rogers ville egentligen inte möta Gotch i en match, eftersom han var rädd för att Gotch skulle utnyttja sina högst verkliga brottningsfärdigheter för att vinna matchen (tvärtemot överenskommelsen). Så småningom urartade detta och ledde till ett slagsmål i omklädningsrummet. Resultatet blev att Gotch svartlistades av de flesta amerikanska wrestling-promotors som fanns. Därför fick han söka sig utomlands.

## Karriären i Japan
Det var i Japan som Gotch uppnådde sin riktigt stora stjärnstatus. Gotch hyrdes in av Antonio Inoki och fick en stor plats i New Japan Pro Wrestling. Det var Gotch som finslipade träningen av förbundets "grundpelare" Inoki och inspirerade honom till att börja med MMA. Gotch hjälpte även till med att träna en rad kända brottare i dojon, såsom Tatsumi Fujinami, Hiro Matsuda, Osamu Kido, Satoru Sayama, Yoshiaki Fujiwara och Minoru Suzuki. Karl Gotch gick sin sista match den 1 januari 1982 där han besegrade Yoshiaki Fujiwara. Trots sin aktningsvärda ålder på 57 år anses han även då ha varit i mycket god fysisk form.
Branschfolket brukar ofta referera till Gotch som "guden inom pro-wrestling". Trots den enorma respekt som Gotch hade i Japan är det känt att han levde under väldigt knapra förhållanden ekonomiskt sett.

## Grepparsenal
- German suplex (som fick sitt namn efter Gotch)
- Cradle piledriver
- Cradle tombstone piledriver
- Bow and arrow hold
- Chickenwing head scissors
- Release underhook suplex
- Crossface chickenwing
- Cross kneelock
- Cross arm breaker

## Titelhistorik
- World Wrestling Federation
  - 1-faldig WWF World Tag Team Champion (med Rene Goulet)

- New Japan Pro Wrestling
  - 2-faldig NJPW Real World Champion

- Övrigt
  - 1-faldig AWA Ohio Heavyweight Champion
  - 1-faldig WWA Tag Team Champion
  - 1-faldig NWA Eastern States Heavyweight Champion